# يوسوك ياماشيتا
يوسوك ياماشيتا (باليابانية: 山下洋輔؛ بالكانا: やました ようすけ) هو عازف جاز وكاتب وملحن وعازف بيانو ياباني، ولد في 26 فبراير 1942 في بلدة طوكيو ‏ في اليابان.

## وصلات خارجية
- الموقع الرسمي
- يوسوك ياماشيتا على موقع IMDb (الإنجليزية)
- يوسوك ياماشيتا على موقع ميوزك برينز (الإنجليزية)
- يوسوك ياماشيتا على موقع ميوزك برينز (الإنجليزية)
- يوسوك ياماشيتا على موقع ميوزك برينز (الإنجليزية)
- يوسوك ياماشيتا على موقع أول موفي (الإنجليزية)
- يوسوك ياماشيتا على موقع أول ميوزيك (الإنجليزية)
- يوسوك ياماشيتا على موقع ديسكوغز (الإنجليزية)
- يوسوك ياماشيتا على موقع قاعدة بيانات الفيلم (الإنجليزية)
- يوسوك ياماشيتا على موقع ANN person (الإنجليزية)